# Theodor Weimer

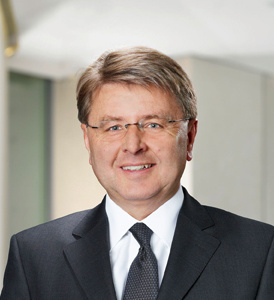
Theodor Weimer (2012)

Theodor Weimer (* 21. Dezember 1959 in Wertheim) ist ein deutscher Manager und war vom 1. Januar 2018 bis zum 31. Dezember 2024 Vorstandsvorsitzender der Deutsche Börse AG. Davor war er von Januar 2009 bis Ende 2017 Sprecher des Vorstands der Unicredit Bank AG (Deutschland) – bekannt unter dem Markennamen „HypoVereinsbank“ – und in dieser Funktion auch Mitglied des Executive Management Committee der Unicredit Group, Mailand (Italien).

## Ausbildung und Persönliches
Theodor Weimer machte sein Abitur am Wirtschaftsgymnasium des Beruflichen Schulzentrums Wertheim. Danach studierte er Volkswirtschaft, Betriebswirtschaft und Geographie an der Universität Tübingen (Deutschland). Im Rahmen seines Studiums verbrachte er ein Gastsemester an der Hochschule St. Gallen (Schweiz). Nach Abschluss seines Studiums arbeitete Weimer als Assistent am Lehrstuhl von Horst Albach an der Universität Bonn, wo er auch seine Doktorarbeit in mathematischer Organisationstheorie schrieb und im Jahr 1987 zum Dr. rer. pol. mit der Auszeichnung „magna cum laude“ promoviert wurde.
Der gebürtige Franke ist verheiratet und hat zwei Töchter. Er spielt Klavier und wurde im Orgelspiel ausgebildet.

## Karriere
Weimer startete seine berufliche Laufbahn direkt im Anschluss an seine Dissertation 1988 bei McKinsey & Company als Management Consultant im Büro Düsseldorf (Deutschland). 1995 wechselte er zum Konkurrenten Bain & Company, Inc. nach München (Deutschland), wo er zuletzt als Director (Senior Partner) fungierte und ins Global Management Committee in Boston (USA) berufen wurde. Als Unternehmensberater hat Weimer insbesondere Klienten aus der Finanzbranche betreut. Zwischen 2001 und 2007 arbeitete Theodor Weimer bei Goldman Sachs Inc. in Frankfurt (Deutschland) in deren Investment Banking Division. Er begann als Managing Director und wurde 2004 zum Partner im Bereich Investment Banking ernannt. Er hatte die Verantwortung für Finanzdienstleistungskunden im deutschsprachigen Raum.
Im Juni 2007 wechselte Theodor Weimer zur Unicredit Gruppe und arbeitete bei deren Tochter, der HypoVereinsbank, in München (Deutschland), als Head of Global Investment Banking im Bereich Markets & Investment Banking. Seit Eintritt in die Unicredit Gruppe war er gleichzeitig Mitglied im Executive Committee für Markets & Investment Banking des Mailänder Konzerns. Im April 2008 ernannte ihn die Bank zum designierten Vorstandssprecher der Bayerischen Hypo- und Vereinsbank AG. Den Posten als Sprecher des Vorstands der HypoVereinsbank (seit 15. Dezember 2009: Unicredit Bank AG) übernahm Theodor Weimer zum 1. Januar 2009 vom scheidenden Vorstandssprecher Wolfgang Sprißler und rückte in dem Zusammenhang als Country Chairman Germany ins Management Committee der Unicredit Mailand (Italien) auf. 2010 initiierte Theodor Weimer die Gründung des HVB-Frauenbeirats, dessen Schirmherr er bis 2017 war. 2011 wurde Weimer zum Mitglied des Business Executive Committee der Gruppe und im März 2013 ins Executive Management Committee der Unicredit berufen.
Am 1. Januar 2018 übernahm Weimer den Vorstandsvorsitz der Deutsche Börse AG von Carsten Kengeter. Im Sommer 2023 kündigte Weimer seinen Abschied an. Vom 1. Oktober 2024 führte er das Haus gemeinsam mit Stephan Leithner, der zum 1. Januar 2025 den Vorsitz von Weimer übernahm.
In einer Rede am 17. April 2024 bei der CSU-nahen Lobbyorganisation Wirtschaftsbeirat Bayern übte er Kritik an der Wirtschafts- und Einwanderungspolitik der Ampel-Regierung. Seine Rede wurde medial stark diskutiert. Deutschland sei zum „Ramschladen“ geworden, „ökonomisch auf dem Weg zum Entwicklungsland“ und in der Regierung befänden sich „Fundamentalisten“. Kommentatoren wiesen auf Widersprüchlichkeiten in Weimers Argumentation hin: Weimer sagte, die USA stünden vor einem starken Aufschwung dank des umfangreichen staatlichen Subventionsprogramms Inflation Reduction Act. Dementgegen stünde, dass Weimer sich für weniger staatliche Eingriffe aussprach. In den USA würden Unternehmer das Land führen, denen „völlig egal“ sei, „welcher alte Mann Präsident ist“. Auch in Deutschland müssten „die Unternehmer sagen: Wir machen nicht mehr mit“.

## Stationen
- 1978–1984 Universität Tübingen (Deutschland) und Universität St. Gallen (Schweiz): Studium Volkswirtschaft, Betriebswirtschaft und Geographie
- 1984–1987 Universität Bonn (Deutschland) Lehrstuhl Albach: Promotion Dr. rer. pol. magna cum laude
- 1988–1995 McKinsey & Company: Management Consultant
- 1995–2001 Bain & Company, Inc.: Director (Senior Partner) und Mitglied Global Management Committee
- 2001–2007 Goldman Sachs:
  - 2001–2004 Managing Director
  - 2004–2007 Partner Bereich Investment Banking
- 2007–2017 Bayerischen Hypo- und Vereinsbank AG/Unicredit Bank AG:
  - 2007–2008 Head of Global Investment Banking Bereich Markets & Investment Banking und Mitglied Executive Committee
  - 2008–2009 designierter Vorstandssprecher und Executive Chairman of Global Investment Banking
  - 2009–2017 Vorstandssprecher der Hypovereinsbank, gleichzeitig als Country Chairman Germany im Management Committee der Unicredit
  - 2013–2017 Mitglied des Executive Management Committee der Unicredit Group
- 2018–2024 Vorstandsvorsitzender Deutsche Börse AG

## Mandate
Theodor Weimer ist Mitglied folgender Aufsichtsräte:
- Knorr-Bremse AG (seit 06/2020)
- Deutsche Bank AG (seit 06/2020)

## Ausgewählte Mitgliedschaften in Gremien
- Mitglied der Börsensachverständigenkommission (seit 2018)
- Mitglied im Präsidium des ICC Germany, International Handelskammer (seit 2018)
- Mitglied im Stiftungsrat der Frankfurt School of Finance & Management (seit 2018)
- Member of the Board of Trustees of Ecosense – Forum nachhaltige Entwicklung der Deutschen Wirtschaft e.V. (seit 2018)
- Mitglied im Kuratorium der Freunde der Berliner Philharmoniker e.V. (seit 2018)
- Mitglied im Kuratorium (Sektion Oper) des Frankfurter Patronatsvereins für die Städtischen Bühnen e.V. (seit 2018)
- Mitglied im Kuratorium des Rheingau Musikfestival (seit 2018)
- Mitglied im Kuratorium des Hessischen Kreises e.V. (seit 2020)